# Abdullahhoca, Çayeli
Abdullahhoca là một xã thuộc huyện Çayeli, tỉnh Rize, Thổ Nhĩ Kỳ. Dân số thời điểm năm 2010 là 156 người.